# Mohammad Anwar Afzal
Mohammad Anwar Afzal (dari محمد انور افضل; ur. 1926) – afgański piłkarz, reprezentant Afganistanu na Letnich Igrzyskach Olimpijskich 1948.
W Londynie, grano od razu w systemie pucharowym. Jego reprezentacja rozegrała jeden mecz w rundzie eliminacyjnej. Na Goldstone Ground w Brighton, Afgańczycy podejmowali reprezentację Luksemburga. Afzal wystąpił w tym meczu na pozycji napastnika. Jego reprezentacja przegrała jednak aż 0-6, tym samym odpadła ona z rywalizacji.